# Ohrobec
Ohrobec je obec v okrese Praha-západ jižně od Prahy. Žije zde přibližně 1 600 obyvatel a tvoří ji vesnice Ohrobec a osada Károv.
Obec je členem dobrovolného svazku obcí Dolnobřežansko. Dopravní spojení do Prahy zajišťují autobusové linky Pražské integrované dopravy. Obec je obklopena lesy.

## Historie
Obec byla založena v období tzv. kolonizace za vlády Přemysla Otakara II., kdy se zde započalo s odlesňováním. První písemná zmínka o vsi pochází z roku 1355, kdy se o ní zmiňuje Karel IV. ve smlouvě mezi Henslem Menharttovým a biskupem triburierienským úroky za vesnice Zvole, Ohrobec a Břežan.
Dne 5. dubna 1919 požádalo obecní zastupitelstvo ministerstvo vnitra o ustanovení Ohrobce jako samostatné obce; dosud patřila pod politickou obec Zvole. Dne 3. dubna 1922 došlo k rozdělení Ohrobce a Zvole. V roce 1921 proběhlo sčítání lidu – 34 popisných čísel, 220 obyvatel.
Koncem druhé světové války, dne 16. dubna 1945, se v katastru obce zřítil sestřelený americký letoun Mustang. V hořících troskách zahynul pilot kpt. Carl Raymond Alfred. Na místě (křižovatka ulic Károvská a Spojovací) mu byl 16. září 2023 odhalen pomník.

### Územněsprávní začlenění
Dějiny územněsprávního začleňování zahrnují období od roku 1850 do současnosti. V chronologickém přehledu je uvedena územně administrativní příslušnost obce (osady) v roce, kdy ke změně došlo:
- 1850 země česká, kraj Praha, politický okres Jílové, soudní okres Jílové[8]
- 1850 země česká, kraj Praha, politický okres Jílové, soudní okres Jílové
- 1855 země česká, kraj Praha, soudní okres Jílové
- 1868 země česká, politický okres Karlín, soudní okres Jílové
- 1884 země česká, politický okres Královské Vinohrady, soudní okres Jílové[9]
- 1921 země česká, politický okres Královské Vinohrady expozitura Jílové, soudní okres Jílové[10]
- 1925 země česká, politický i soudní okres Jílové[11]
- 1939 země česká, Oberlandrat Praha, politický i soudní okres Jílové[12]
- 1942 země česká, Oberlandrat Praha, politický okres Praha-venkov-jih, soudní okres Jílové[13]
- 1945 země česká, správní i soudní okres Jílové[14]
- 1949 Pražský kraj, okres Praha-východ[15]
- 1960 Středočeský kraj, okres Praha-západ
- 2003 Středočeský kraj, obec s rozšířenou působností Černošice

## Pamětihodnosti, pomníky
- Zvonička na návsi - žulová sloupová zvonička z roku 1868, kulturní památka[16]
- V obci se vyskytovala památkově chráněná roubená stodola s valbovou střechou, která však byla zničena požárem, který zde propukl 29. června 2016 v odpoledních hodinách.[17]
- Kříž v ulici Zvolská

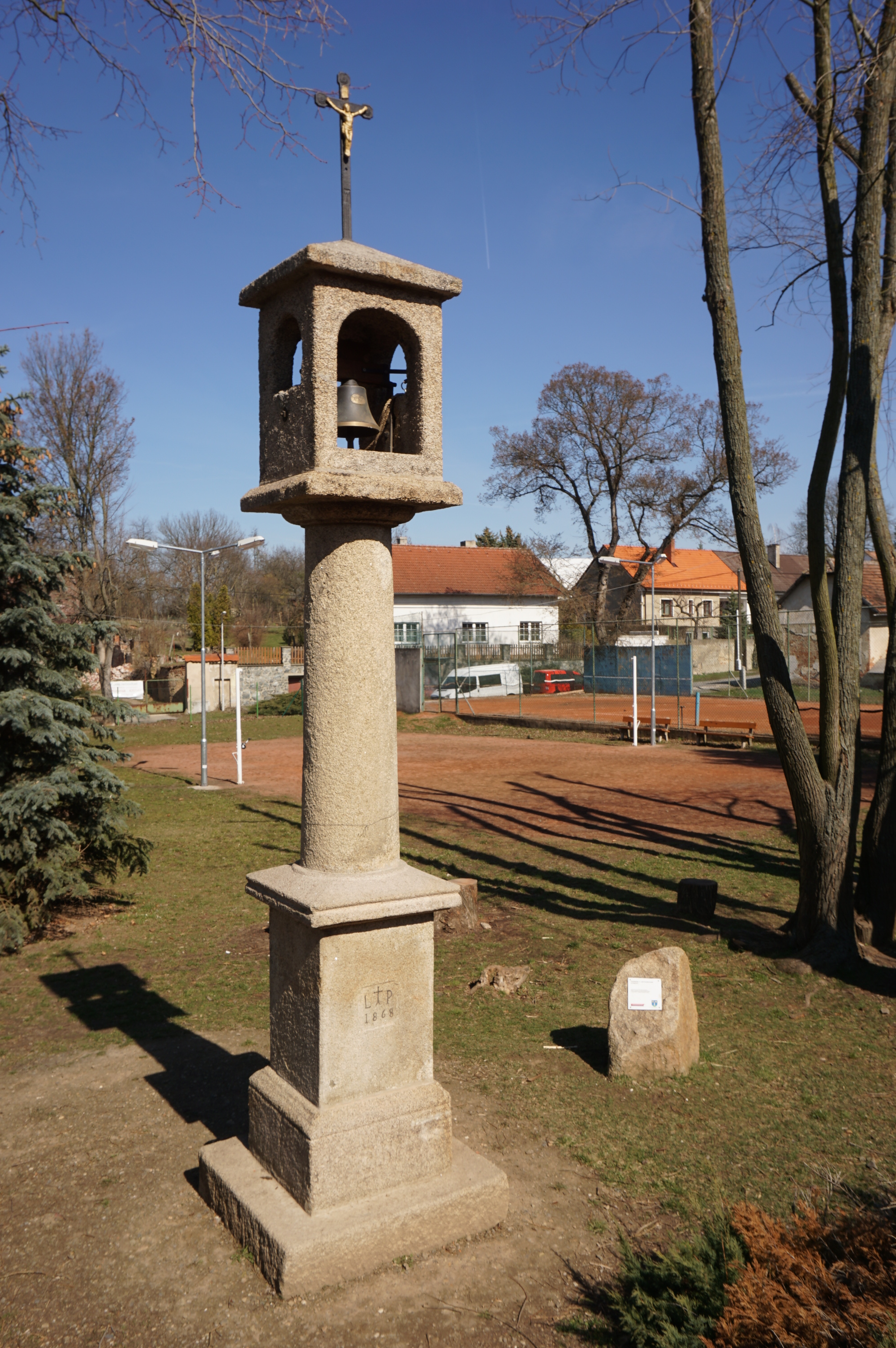
Zvonička
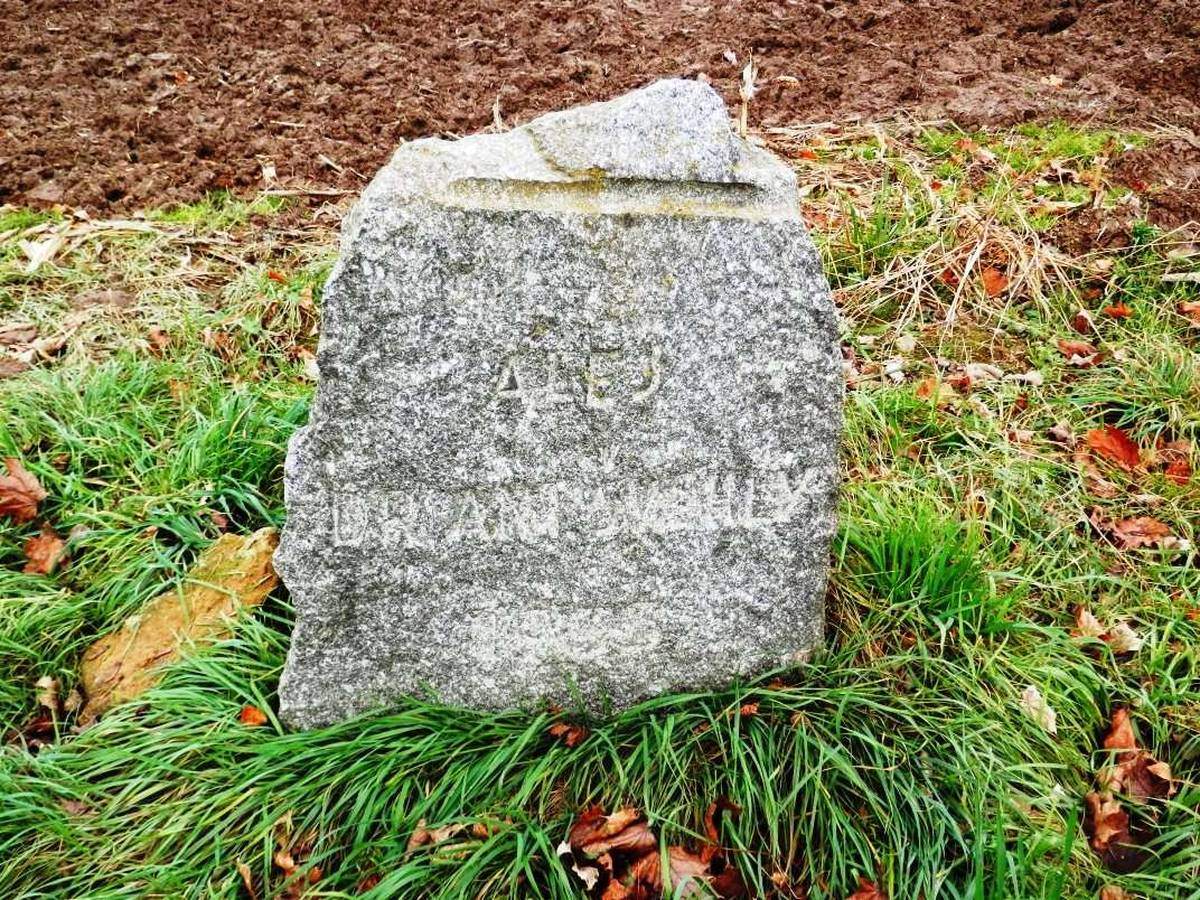
Pomník doktora Antonína Švehly
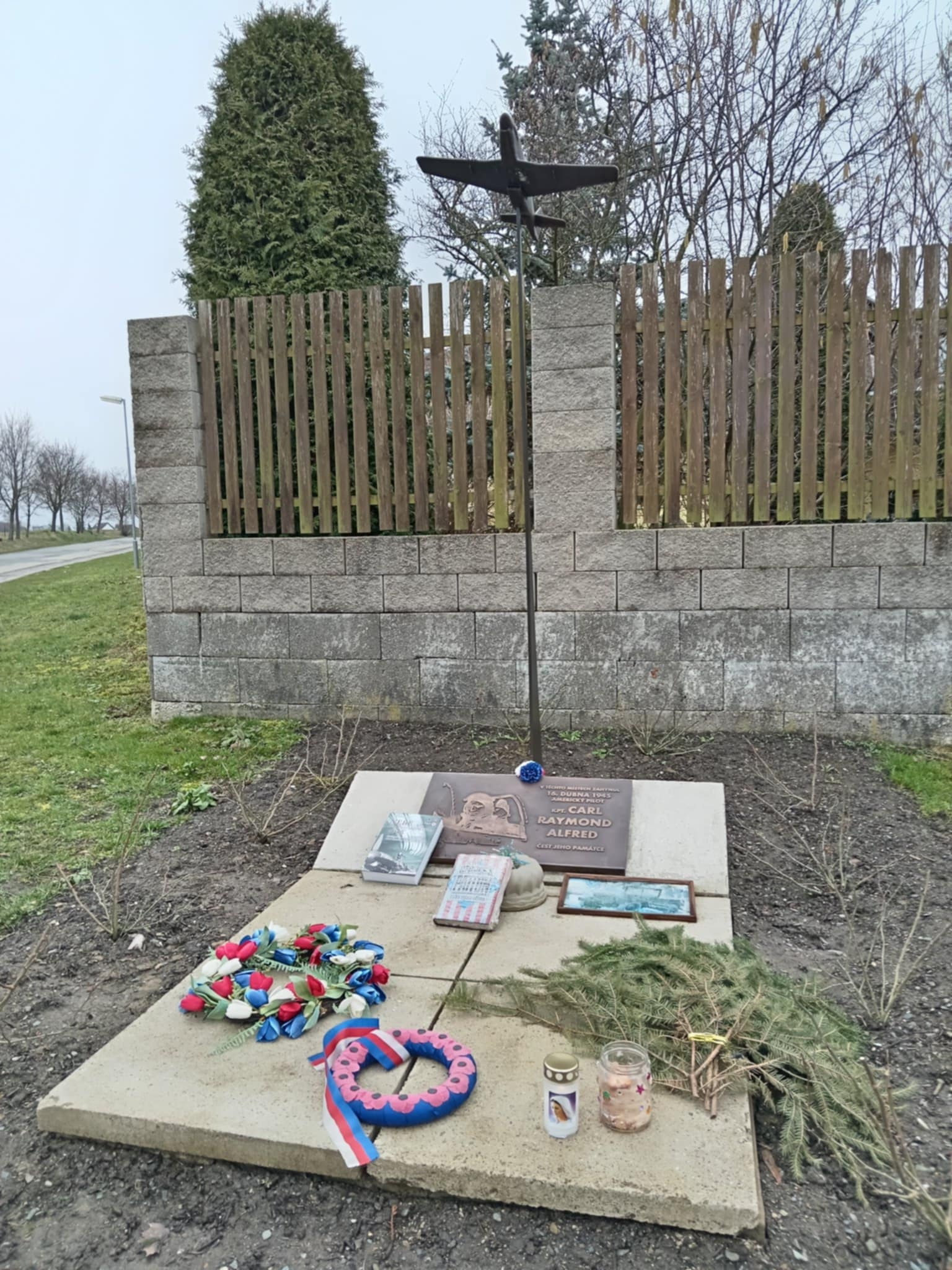
Pomník letce Carla R. Alfreda
- Pomník republiky - odhalen 28. října 2018 u příležitosti oslav 100. výročí založení Československé republiky[19]
- Strom republiky - lípa svobody vysazena k příležitosti 100. výročí založení republiky[20]  - Zvonička
  - Pomník doktora A. Švehly
  - Pomník letce Carla R. Alfreda

## Infrastruktura
V obci se nachází pekárna, samoobsluha, pneu servis, tenisové hřiště a několik restauračních zařízení. Pro veřejnost zde slouží jízdárna a kulturní sál obecního úřadu, kde se konají společenské akce a pravidelná cvičení. Při obecním úřadu funguje knihovna. Na návsi se příležitostně konají představení místního ochotnického spolku. Na rybnících na návsi se v zimě bruslí. V roce 2009 započala výstavba nového dětského hřiště.

## Doprava

### Dopravní síť
Pozemní komunikace – Obcí prochází krajská silnice III. třídy č. 10115 Praha-Točná – Dolní Břežany – Ohrobec –Zvole – Březová-Oleško.
Železnice – Katastrem obce prochází železniční trať 210 v krátkém úseku mezi Jarovským tunelem a železniční zastávkou Dolní Břežany-Jarov, která se nachází na hranici katastrů Ohrobce a Dolních Břežan.

### Veřejná doprava
Autobusová doprava – Obec obsluhují dvě příměstské linky PID. Páteřní linka 333 v trase Praha-Kačerov – Dolní Břežany – Ohrobec – Zvole – Březová-Oleško a dále linka 331 v trase Praha-Opatov – Vestec – Zlatníky-Hodkovice – Dolní Břežany – Ohrobec – Zálepy, která zajišťuje pravidelnou obsluhu místní části Károv. Obě linky navazují v Dolních Břežanech na sebe navzájem a dále na linku 341 směr Praha-Modřany.
Železniční doprava – V zastávce Dolní Břežany-Jarov zastavují spoje železničních linek PID S8 a S88 v trase Praha-hlavní nádraží – Vrané nad Vltavou – Čerčany/Dobříš. Zastávka zajišťuje především dopravní obsluhu Jarovského (též Ohrobeckého) údolí. S větší docházkovou vzdáleností je zastávka dostupná i z oblasti Károva.